# Alastor facilis
Alastor facilis är en stekelart som beskrevs av Giordani Soika 1934. Alastor facilis ingår i släktet Alastor och familjen Eumenidae. Inga underarter finns listade i Catalogue of Life.